# Col Akbaital
Le col Akbaital est un col de montagne situé à 4 655 mètres d'altitude au centre du Pamir, au Tadjikistan.